# ۱۰۳۲ (قمری)
۱۰۳۲ (قمری)، هزار و سی و دومین سال در گاهشماری هجری قمری است. اول محرم این سال برابر با پنجم نوامبر سال ۱۶۲۲ میلادی است.